# Onosandro

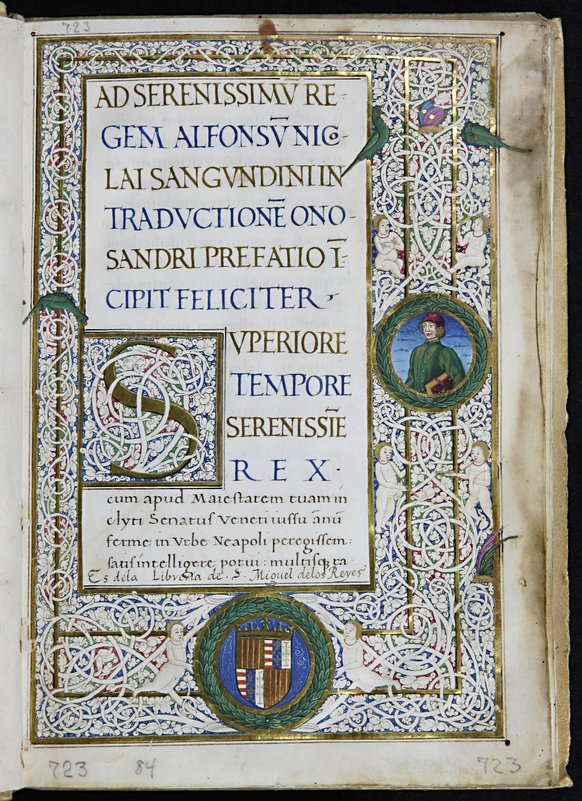
Onosander ad Quintum Verannium De optimo imperatore eiusque officio

Onosandro, Onesandro ο Onasandro (en griego Ὀνόσανδρος,  Ὀνήσανδρος o Ὀνάσανδρος) (siglo I d. C.) fue un filósofo griego. Escribió un comentario sobre La República de Platón cuyo texto desapareció. Se conserva, no obstante, su obra Strategikós (Στρατηγικός).

## Strategikós
Strategikós es un trabajo de 42 capítulos acerca de los deberes de un general: su elección, las características de un general óptimo, sus consejeros, la formación militar, la construcción de un campamento, las expediciones, espías, puesto de guardia, etc.
El compendio fue la máxima autoridad en escritos militares para emperadores de la talla de Mauricio, León VI y Mauricio de Sajonia, quien consultó su versión traducida al francés y expresó un alto agrado de ésta.[cita requerida]
Strategikós consiste en uno de los tratados más importantes de la milicia antigua y provee información poco común en otros textos de la Grecia antigua acerca de tácticas militares, en especial concerniente al uso de infantería ligera en batalla.
Está dedicado a Quinto Veranio Nepote, cónsul en el año 49 d. C., y legado en Britania.